# Josef Nestával
Josef Nestával (14. prosince 1900 v Praze – 1. dubna 1976 v Praze) byl český poslanec a úředník, který spolu s Miladou Horákovou založil neformální skupinu, která udržovala kontakty s exilovým vedením ČSNS a pomáhala lidem usilujícím o emigrací. V politickém procesu s Miladou Horákovou a spol. byl odsouzen k trestu žaláře na doživotí. V roce 1963 byl podmínečně propuštěn.

## Život

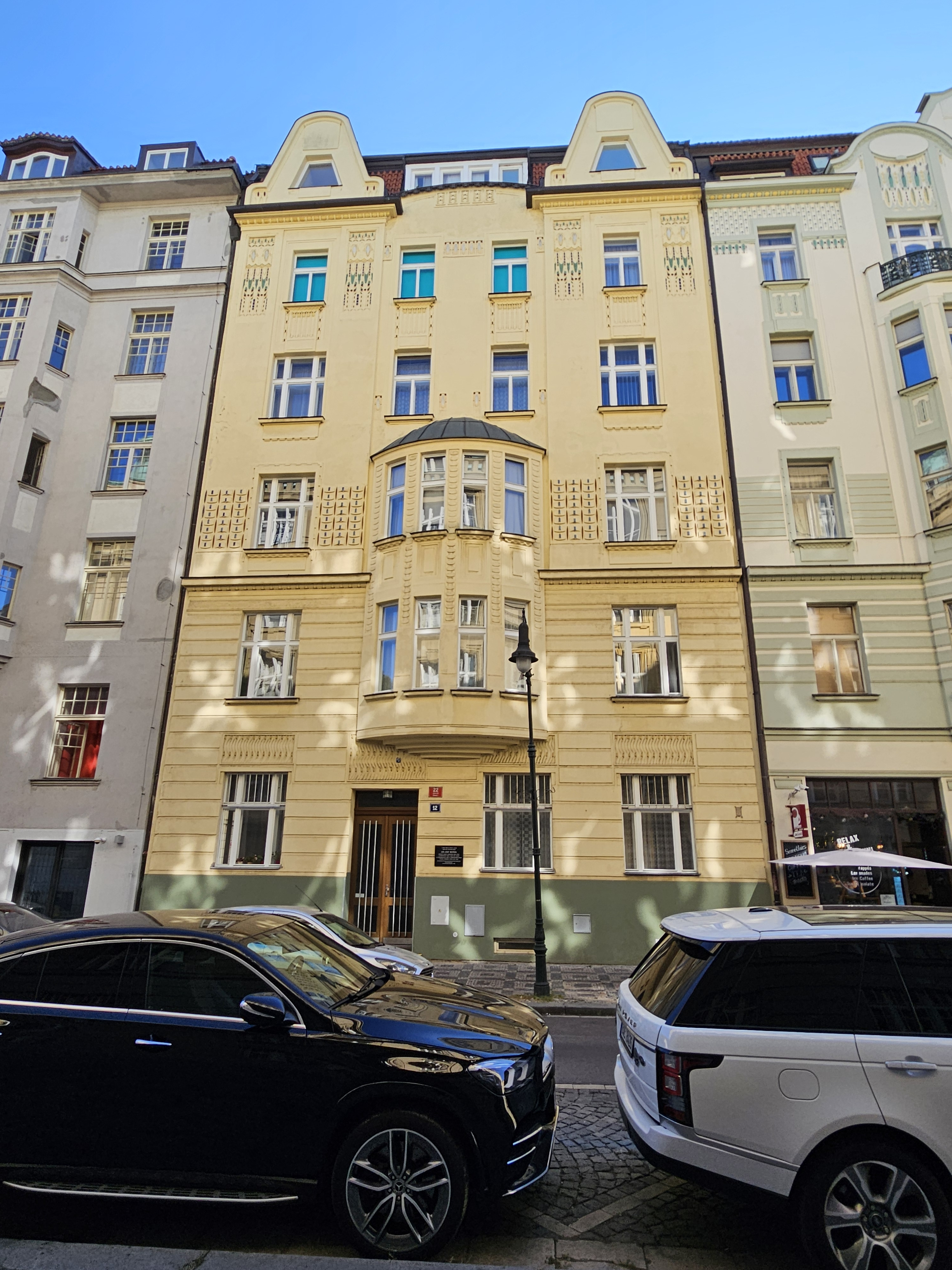
"V tomto domě žil právník a politik, vězeň dvou totalitních režimů - JUDr. Josef Nestával."

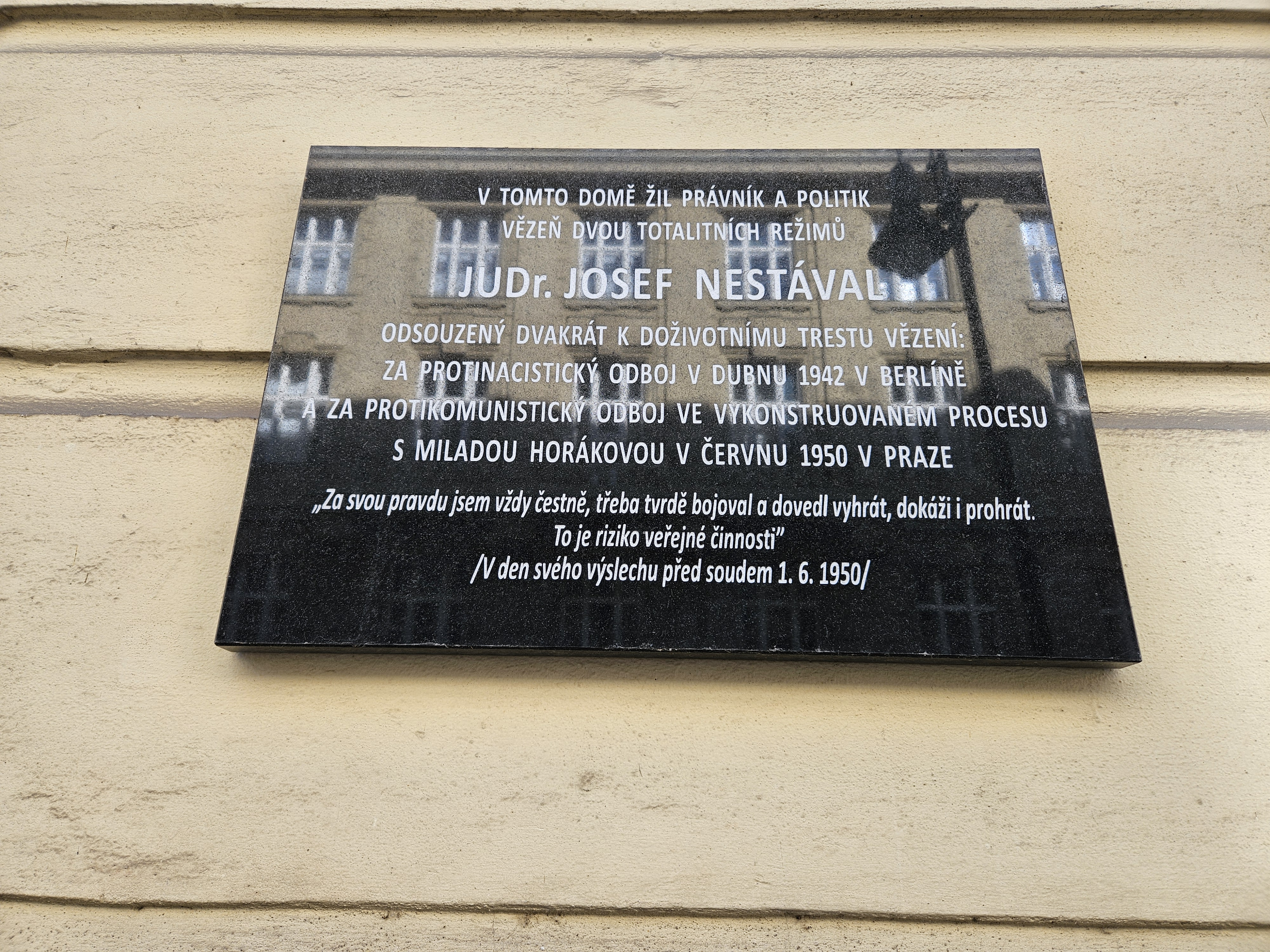
Plaketa na onom domě.

Narodil se do rodiny dělníka jako nejstarší ze sedmi dětí. V jedenácti letech nastoupil na gymnázium, při studiu si musel přivydělávat doučováním. Jeho otec padl roku 1915 na frontě. Roku 1919 bojoval Josef Nestával na Slovensku proti Maďarské republice rad. Na podzim toho roku se vrátil do Prahy a začal studovat Právnickou fakultu Univerzity Karlovy. Stal se místopředsedou spolku studentů práv Všehrd. Byl funkcionářem Československé strany národně socialistické. Mezi jeho záliby patřila kopaná, stal se členem výboru Čs. fotbalové asociace a také předsedou fotbalového klubu Viktoria Žižkov.
Po podmínečném propuštění roku 1963 se živil manuální prací. K jeho úplné rehabilitaci došlu až roku 1990.

## Pamětní deska na vinořské faře

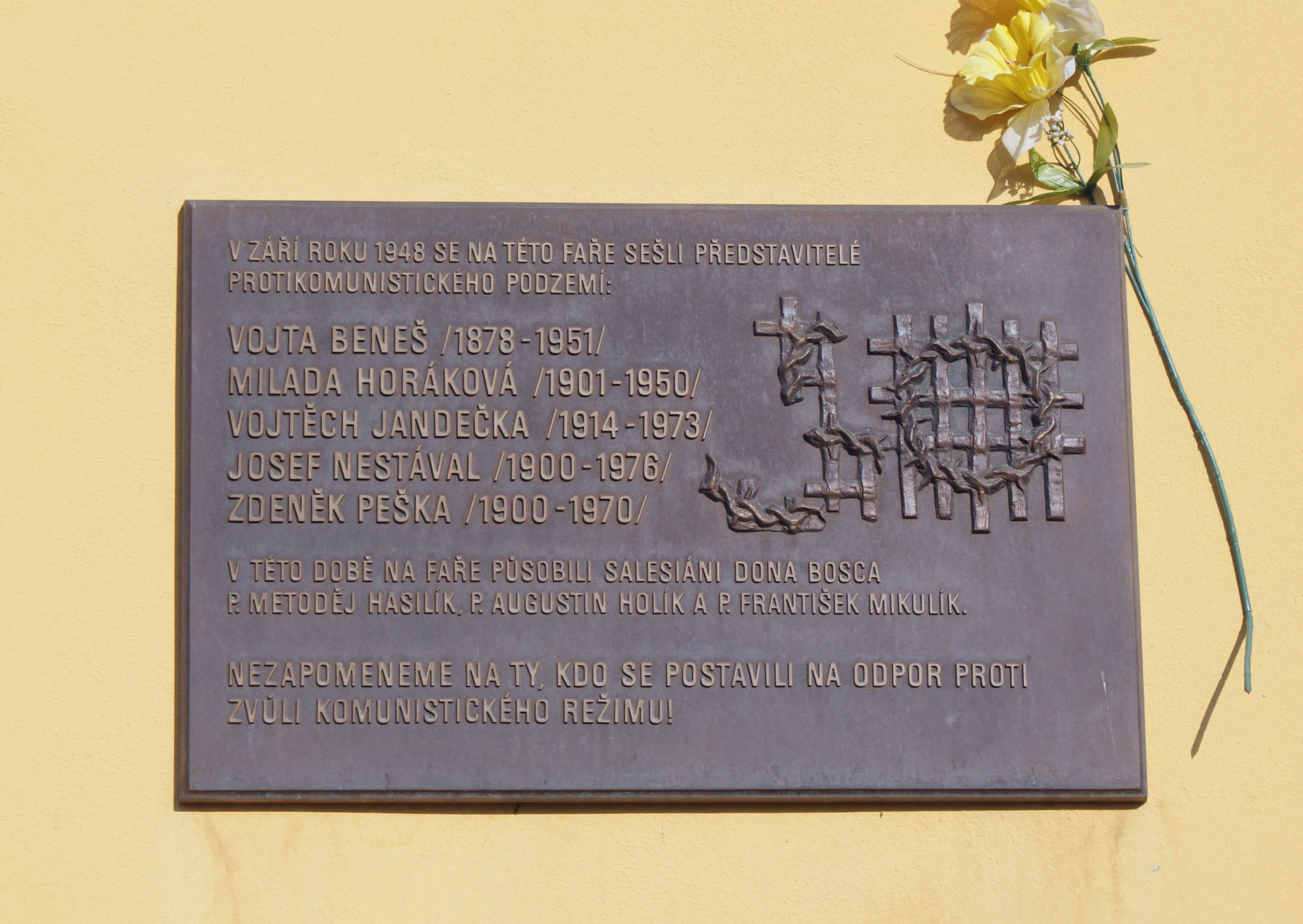
Pamětní deska na vinořské faře.

Pamětní deska se symbolickým reliéfem na budově vinořské fary připomíná protikomunistický odboj. Je věnována JUDr. Miladě Horákové, Vojtovi Benešovi, Vojtěchu Jandečkovi, Josefu Nestávalovi, Zdeňku Peškovi a řádovým kněžím. Deska byla odhalena 24. října 2002 a nachází se vpravo od vchodu do farního úřadu ve Vinoři na adrese: Vinořské náměstí 16, 190 17 Praha 9. (GPS souřadnice: 50°08′35″ s. š., 14°34′48″ v. d.) Výše jmenovaní bývalí funkcionáři českých nekomunistických stran (Horáková a Nestával za národní socialisty a zároveň byli i členy národněsocialistické „politické šestky“; Beneš a Peška za sociální demokraty; Jandečka za stranu lidovou) se zde sešli dne 25. září 1948 aby projednali otázku možné koordinace politických aktivit jednotlivých stran. Jediný závěr, ke kterému dospěli, bylo konstatování, že každá strana bude i nadále vyvíjet politickou činnost samostatně a vzájemné informování bude probíhat v individuální rovině. Tato vinořská schůzka byla jedním z ústředních bodů konstrukce a posléze i obžaloby v procesu v němž byli komunistickým režimem odsouzeni: Milada Horáková, Josef Nestával a Zdeněk Peška. (Vojtěch Jandečka byl zatčen a souzen se skupinou funkcionářů spolku Orel. Vojta Beneš, starší bratr Edvarda Beneše, odešel na jaře 1949 do exilu.) Řádový dům salesiánů Dona Bosca ve Vinoři byl zlikvidován komunistickým režimem (v noci ze 13. na 14. dubna 1950) v rámci tzv. Akce K spolu s dalšími kláštery a mužskými řeholními řády.
V ZÁŘÍ ROKU 1948 SE NA TÉTO FAŘE SEŠLI PŘEDSTAVITELÉ 
 PROTIKOMUNISTICKÉHO PODZEMÍ: 
 
 VOJTA BENEŠ (1878–1951) 
 MILADA HORÁKOVÁ (1901–1950) 
 VOJTĚCH JANDEČKA (1914–1973) 
 JOSEF NESTÁVAL (1900–1976) 
 ZDENĚK PEŠKA (1900–1970) 
 
 V TÉTO DOBĚ NA FAŘE PŮSOBILI SALESIÁNI DONA BOSCA 
 P. METODĚJ HASILÍK, P. AUGUSTIN HOLÍK A P. FRANTIŠEK MIKULÍK. 
 
 NEZAPOMENEME NA TY, KDO SE POSTAVILI NA ODPOR PROTI 
 ZVŮLI KOMUNISTICKÉHO REŽIMU! 
pamětní deska  